# Tales of Ithiria
Tales of Ithiria é o quarto álbum de estúdio da banda alemã Haggard, lançado em 2008.

## Faixas
1. "The Origin" - 1:57
2. "Chapter I - Tales Of Ithiria" - 8:08
3. "From Deep Within" - 0:25
4. "Chapter II - Upon Fallen Autumn Leaves" - 6:37
5. "In des Königs Hallen (Allegretto Siciliano)" - 2:03
6. "Chapter III - La Terra Santa" - 4:55
7. "Vor dem Sturme" - 0:35
8. "Chapter IV - The Sleeping Child" - 6:10
9. "Hijo De La Luna" - 4:20
10. "On These Endless Fields" - 1:03
11. "Chapter V - The Hidden Sign" - 6:25